# Friedrich Mehmel (Philologe)
Friedrich Mehmel (* 5. Dezember 1910 in Hamburg; † 5. Juli 1951 in Münster in Westfalen) war ein deutscher klassischer Philologe.

## Leben
Friedrich Mehmel besuchte das Hamburger Wilhelm-Gymnasium und studierte ab Ostern 1929 Klassische Philologie an den Universitäten zu Hamburg, Berlin, Florenz und München. Seine Lehrer waren unter anderem Ettore Bignone, Giorgio Pasquali (beide Florenz), Rudolf Pfeiffer (München), Friedrich Klingner (Hamburg), Werner Jaeger und Eduard Norden (beide Berlin). Seine Promotion erreichte er 1934 an der Universität Hamburg mit einer Dissertation über Valerius Flaccus, die auf die Anregung von Johannes Stroux (Berlin) zurückging und von Bruno Snell und Ernst Kapp betreut wurde.
Bereits 1937 habilitierte sich Mehmel in Hamburg mit der Schrift Virgil und Apollonius Rhodius, die 1940 gedruckt wurde. Vom Sommersemester 1938 bis zum Wintersemester 1939/1940 arbeitete er als Assistent am Seminar für Klassische Philologie in Hamburg. Beim Ausbruch des Zweiten Weltkrieges wurde er einberufen und unterbrach seine akademische Laufbahn.
Die Universität Freiburg führte ihn 1941 an dritter Stelle auf der Berufungsliste für einen ordentlichen Lehrstuhl, den schließlich der gleichaltrige Karl Büchner erhielt. Die Berufungskommission bemängelte an Mehmel, dass er mehr der Typ des schöngeistigen Literaten, und keineswegs der Typ eines Kämpfers sei. Mehmel hatte allerdings am 16. Juni 1937 die Aufnahme in die NSDAP beantragt und war rückwirkend zum 1. Mai desselben Jahres aufgenommen worden (Mitgliedsnummer 4.230.543), er gehörte auch dem NSLB und der Reiter-SA an. Im Privatleben verhielt er sich distanziert zum Naziregime. Dies ging auf den Einfluss seiner akademischen Lehrer Bruno Snell und Karl Reinhardt zurück.
Nach Kriegsende erhielt Mehmel eine ordentliche Professur an der Universität Münster. Er starb am 5. Juli 1951 im Alter von 40 Jahren an den Folgen einer Kriegsverletzung. Einer seiner wenigen Doktorschüler war der Kirchenhistoriker Friedrich Anton Normann.